# Krimse Autonome Socialistische Sovjetrepubliek
De Krimse Autonome Socialistische Sovjetrepubliek (modern Krim-Tataars: Qırım Muhtar Sotsialist Sovet Cumhuriyeti, officiell Qrьm Avtonomjalь Sovet Sotsialist Respuвlikasь (Кърым Автономялы Совет Социалист Республикасы); Russisch: Крымская Автономная Социалистическая Советская Республика) was een autonome socialistische sovjetrepubliek (ASSR) in de Sovjet-Unie.
De republiek ontstond op 18 oktober 1921 op het Krimse schiereiland. De Krimse ASSR was de opvolger van de Krimse Socialistische Sovjetrepubliek. Die was in 1919 opgericht na het verdrijven van het Witte leger uit het Gouvernement van Zuid-Rusland. Het Bolsjewistische revolutionair comité bepaalde toen dat het een autonome republiek binnen de Russische Socialistische Federatieve Sovjetrepubliek (RSFSR) zou zijn. De hoofdstad van de ASSR was Simferopol en de officiële talen waren Krim-Tataars en Russisch.

## Geschiedenis
De republiek werd door de RSFSR op 18 oktober 1921 opgericht onder de naam Krimse Autonome Socialistische Sovjetrepubliek . Op 5 december 1936 werd de naam tijdens het 7e partijcongres gewijzigd naar Krimse Autonome Sovjet Socialistische republiek.
De Krim stond van september 1942 tot oktober 1943 de facto onder controle van Nazi-Duitsland. Het was administratief ondergebracht in het Rijkscommissariaat Oekraïne als deelgebied met de naam Taurida.
In 1944 werden de Krim-Tataren wegens al dan niet vermeende collaboratie met de Duitsers in opdracht van Jozef Stalin en Lavrenti Beria gedeporteerd. In 1945 werd de Krim omgevormd tot Krimse Oblast van de RSFSR. In 1954 werd het overgedragen aan de Oekraïense Socialistische Sovjetrepubliek.
Na een referendum op 20 januari 1991 werd de Autonome republiek van de Krim onderdeel van de onafhankelijke republiek Oekraïne. Het recht op terugkeer van de Krim-Tataren was al in 1967 vastgesteld, maar werd in de praktijk pas sinds 1989 mogelijk.
De Krim is sinds 2014 geannexeerd door Rusland.

## Administratieve indeling
De autonome socialistische Sovjetrepubliek werd van 1921 tot 1923 in zeven okroegen ingedeeld.
- Tsjankoj
- Jevpatorija
- Kertsj
- Sevastopol
- Simferopol
- Feodosija
- Jalta

## Voorzitters van het Revolutionaire Comité
- 16 november 1920 - 20 februari 1921 Bela Kun
- 20 februari 1921 - 7 november 1921 Mikhail Poliakov (werd de leider van de NKVD troika)

## Leiders van de Sovjetraad
Voorzitter van het Uitvoerend Comité
- 7 november 1921 - augustus 1924 Yuriy Gaven (Janis Daumanis)
- augustus 1924 - 28 januari 1928 Veli Ibraimov
- 28 januari 1928 - 20 februari 1931 Memet Kubayev
- 20 februari 1931 - 9 september 1937 Ilyas Tarkhan (gearresteerd op 8 september 1937)
- 9 september 1937 - 21 juli 1938 Abdul-Celil Menbariyev

Opperste Sovjet
- 21 juli 1938 - 18 mei 1944 Abdul-Celil Menbariyev (gedeporteerd naar Centraal-Azië)
- 18 mei 1944 - 30 juni 1945 N. Sachiova (waarnemend)

na de val van de Sovjet-Unie
- 22 maart 1991 - 9 mei, 1994 Nikolay Bagrov

## Regeringsleiders
Sovjet Volkscommissie gecreëerd na de eerste sessie van het Uitvoerend Comité
- 11 november 1921 - 16 mei 1924 Sakhib-Garey Said-Galiyev
- 16 mei 1924 - mei 1924 I. Goncharov (deed alsof)
- mei 1924 - 21 maart 1926 Osman Deren-Ayerly
- 21 maart 1926 - mei 1929 Emir Shugu
- mei 1929 - 16 september 1937 Abduraim Samedinov (gearresteerd op 17 september 1937)
- 1937 - 5 april 1942 Memet Ibraimov
- 5 april 1942 - 18 mei 1944 Ismail Seyfullayev
- 18 mei 1944 - 30 juni 1945 Aleksandr Kabanov

Sovjet minister
- 27 maart 1991 - 20 mei 1993 Vitaliy Kurashik

## Leider van de Tsjeka
Tsjeka
- tot april 1921 Mikhail Vikhman (later in Chernihiv)
- april 1921 - juni 1921 Smirnov
- 20 juni 1921 - 1921 Fyodor Fomin (overgeplaatst naar Kiev)
- 11 november 1921 - february 1922 Aleksandr Rotenberg

Krimse GPU
- februari 1922 - 11 september 1922 Aleksandr Rotenberg
- 11 september 1922 - 25 april 1923 Stanislav Redens

Verenigde GPU
- 25 april 1923 - 9 juni 1924 Stanislav Redens
- 20 Mei 1924 - 29 juli 1925 Sergei Szwarz (verplaatst naar een speciaal departement in de Zwarte Zee marine)
- 1925 Aleksandr Toropkin (verplaatst naar de Oeral)
- oktober 1926 - 26 april 1928 Ivan Apeter (naar een speciaal departement van de Zwarte Zee marine)

OGPU
- 26 april 1928 - december 1929 Grigoriy Rapoport (overgeplaatst naar het Wit-Russische Militaire District)
- 23 januari 1930 - 10 juli 1934 Eduard Salins (Eduards Saliņš)

Directoraat van de NKVD
- 25 juli 1934 - 17 december 1934 Eduard Salins (overgeplaatst naar Omsk)
- 23 januari 1935 - 16 februari 1937 Tite Lordkipanidze

NKVD
- 16 februari 1937 - 29 juni 1937 Tite Lordkipanidze (gevlucht in 1937)
- 29 juni 1937 - Oktober 20, 1937 Karp Pavlov
- 20 oktober 1937 - 4 augustus 1938 Artur Mikhelson (overgeplaatst naar Moskou-Omsk watertransport)
- 4 augustus 1938 - 18 december 1938 Lavrentiy Yakushev (also Babkin)
- 19 december 1938 - 26 februari 1941 Grigoriy Karanadze
- 26 februari 1941 - 31 juli 1941 Pyotr Fokin (overgeplaatst naar het IVe department, daarna de Operationele-Tsjeka groep)
- 31 juli 1941 - 17 december 1942 Grigoriy Karanadze
- 5 0ctober 1943 - 5 juli 5 1945 Vasiliy Sergiyenko